# Шишков, Тодор
Тодор Николов Шишков (27 мая 1833, Велико-Тырново, Османская империя — 15 июня 1896, Варна, Княжество Болгария) — болгарский поэт, драматург, журналист, этнограф, историк, переводчик, педагог эпохи болгарского национального Возрождения, просветитель, общественный деятель.

## Биография

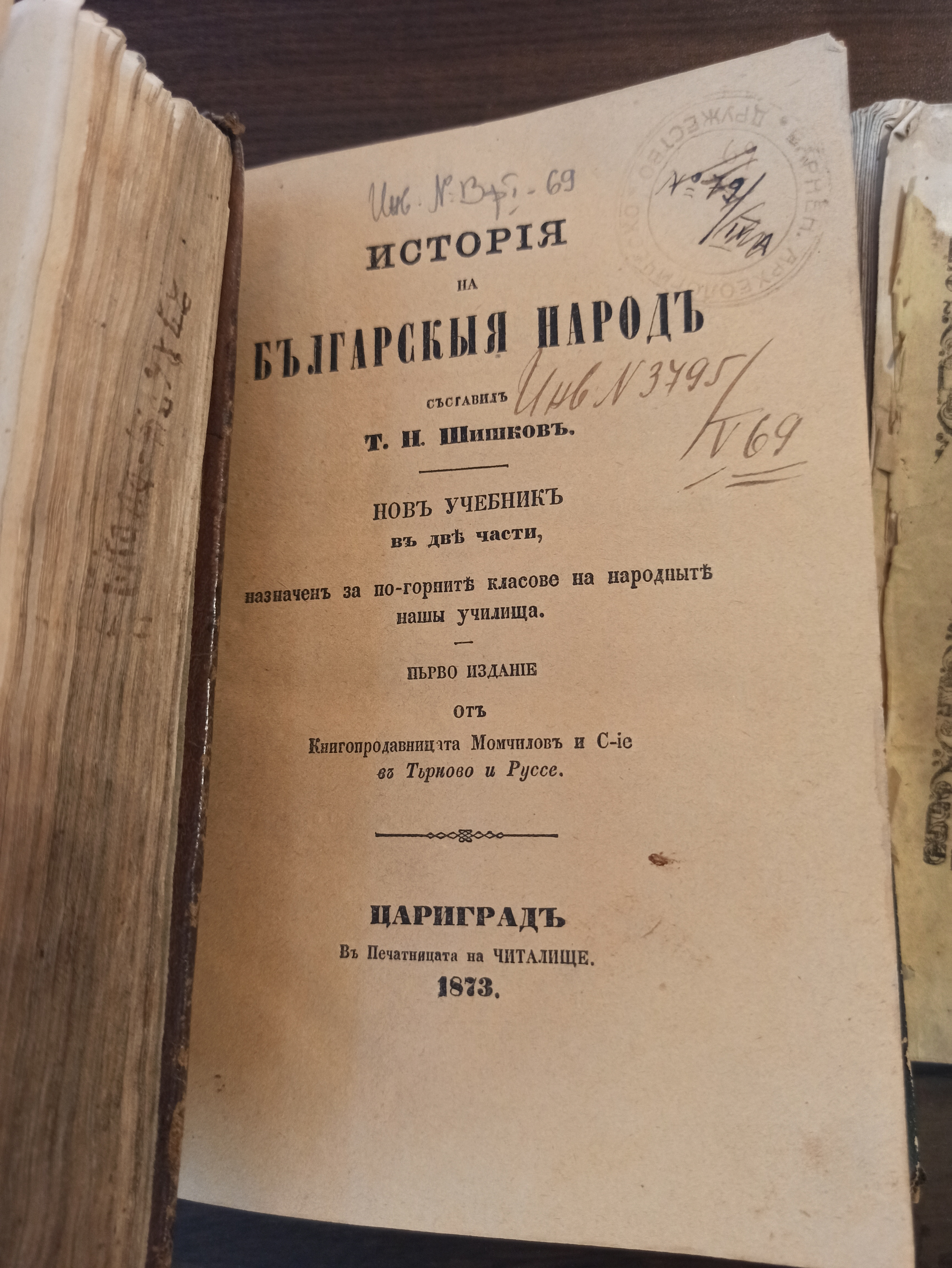
Первое издание «Истории болгарского народа» (1873 г.)

Сотрудничал с периодическими изданиями «Цариградски вестник», «Български книжици», «България», «Дунавски лебед», «Време», «Македония», «Право», журналом «Читалище» и еженедельником «Българска пчела» .
По его инициативе в 1850 году в г. Стара-Загора был открыт первый общественный центр, который к 1877 г. уже имел 15 000 книг.
Автор ряда учебников, книг, статей, пьес, популяризатор западноевропейской и русской литературы.
В 1855 году его перевод с французского «Маленькая энциклопедия или начальные знания для детей» был издан в Константинополе тремя изданиями. В 1860 году перевёл с греческого и опубликовал книгу «Первая пища для человеческого разума, школьная и домашняя книга для детей».
В 1861 году отправился во Францию, в 1865 году окончил «Коллеж де Франс» в Париже, где слушал лекции Петра Берона, Эмиля де Жирардена и Эдуара Рене Лабулэ.
С 1871 по 1873 год жил в Константинополе, затем в Сливене, после чего снова преподавал в Велико-Тырново. Умер 15 июня 1896 года.

## Избранные сочинения
- «Малка енциклопедия»,
- «История на българские народъ»,
- «Българските старини» — фольклорные исследования;
- драмы
  - «Велизарий»,
  - «Хубава неделка»;
- сборник лирико-эпических стихотворений.
- учебники
  - «Наръчен учебник на начална математика в три курса; арифметика, алгебра и геометрия за народните ни училища» (1869)
  - «Начална българска граматика» (1872)
  - «Елементарна словесност. Теория на словесността» с приложение «Кратък исторически обзор на българската литература» (1873)